# Epicausis smithii
Epicausis smithii är en fjärilsart som beskrevs av Paul Mabille 1880. Epicausis smithii ingår i släktet Epicausis och familjen nattflyn. Inga underarter finns listade i Catalogue of Life.